# ルゾフォニア

ルゾフォニアの地図。

ルゾフォニア/ルーゾフォニア（ポルトガル語: Lusofonia [luzofoˈniɐ]）は、ポルトガル語を話す世界を意味し、地理的にはポルトガルとポルトガル語を公用語とするその旧植民地諸国、及びポルトガル語が公的な立場にはないものの、一定のポルトガル語話者が存在する地域を指す。

## 概説
この言葉は、ローマ時代にポルトガル一帯がルシタニア（ラテン語：Lusitania）と呼ばれていたことから、「ルシタニア語（ポルトガル語）を話す人々」を意味する。1996年にルゾフォニアの国際的連帯を目標に、ポルトガル語諸国共同体（CPLP）が設立された。
日本のポルトガル語世界研究者である市之瀬敦は、1990年代以降のポルトガル主導のルゾフォニア形成に、ポルトガルによる新植民地主義の発露が見えるとの見解を示している。

## ポルトガル語を公用語とする国家
- アンゴラ
- カーボベルデ
- ギニアビサウ
- サントメ・プリンシペ
- 赤道ギニア
- 東ティモール
- ブラジル
- ポルトガル
- モザンビーク

## 脚註
1. ↑  市之瀬 2000, pp. 124–130.